# Arbaa Ait Abdellah
Arbaa Ait Abdellah (en àrab أربعاء آيت عبدالله, Arbaʿāʾ Āyt ʿAbd Allāh; en amazic ⵍⵄⵕⴱⴰ ⵏ ⴰⵢⵜ ⵄⴰⴱⴷⵓⵍⵍⴰⵀ) és una comuna rural de la província de Sidi Ifni, a la regió de Guelmim-Oued Noun, al Marroc. Segons el cens de 2014 tenia una població total de 3.208 persones.